# Трудова сільська рада (Великобілозерський район)
Трудова́ сільська́ ра́да — адміністративно-територіальна одиниця та орган місцевого самоврядування в Великобілозерському районі Запорізької області. Адміністративний центр — село Велика Білозерка.

## Загальні відомості
Трудова сільська рада утворена в 1991 році.
- Територія ради: 73,34 км²
- Населення ради: 1 330 осіб (станом на 2001 рік)
- Територією ради протікає річка Білозерка

## Населені пункти
Сільській раді підпорядковані населені пункти:
- с. Велика Білозерка (частина 3 села, код КОАТУУ 2321187401)

## Склад ради
Рада складається з 16 депутатів та голови.
- Голова ради: Ющук Олександр Іванович
- Секретар ради: Безбісна Наталія Олексіївна

### Керівний склад попередніх скликань
| Прізвище, ім'я, по батькові | Основні відомості                                                                             | Дата обрання | Дата звільнення |
| --------------------------- | --------------------------------------------------------------------------------------------- | ------------ | --------------- |
| Дубогрій Іван Іванович      | Сільський голова, 1962 року народження, член Соціал-демократичної партії України (об'єднаної) | 26.03.2006   | 31.10.2010      |
| Ющук Олександр Іванович     | Сільський голова, 1958 року народження, освіта вища, член Партії регіонів                     | 31.10.2010   |                 |

Примітка: таблиця складена за даними сайту Верховної Ради України

### Депутати
За результатами місцевих виборів 2010 року депутатами ради стали:

#### За суб'єктами висування
| Суб'єкт висування                                       | Кількість обраних депутатів | %    |
| ------------------------------------------------------- | --------------------------- | ---- |
| Партія регіонів                                         | 9                           | 56,3 |
| Політична партія Всеукраїнське об'єднання «Батьківщина» | 4                           | 25   |
| Комуністична партія України                             | 1                           | 6,3  |
| Партія «Реформи і порядок»                              | 1                           | 6,3  |
| Самовисування                                           | 1                           | 6,3  |

#### За округами
| № округу                                                | Прізвище, ім'я, по батькові   | Дата визнання обраним | Освіта  | Партійна приналежність                        | Відомості про обраного депутата                                 |
| ------------------------------------------------------- | ----------------------------- | --------------------- | ------- | --------------------------------------------- | --------------------------------------------------------------- |
| Комуністична партія України                             |                               |                       |         |                                               |                                                                 |
| 16                                                      | Лагода Любов Макарівна        | 02.11.2010            | середня | член Комуністичної партії України             | пенсіонер                                                       |
| Партія регіонів                                         |                               |                       |         |                                               |                                                                 |
| 1                                                       | Тронь Олександр Іванович      | 02.11.2010            | середня | член Партії регіонів                          | тимчасово не працює                                             |
| 2                                                       | Безбісна Наталія Олексіївна   | 02.11.2010            | вища    | позапартійна                                  | Трудова сільська рада, секретар                                 |
| 3                                                       | Косярум Сергій Васильович     | 02.11.2010            | вища    | позапартійний                                 | приватний підприємець                                           |
| 4                                                       | Супрун Алла Олександрівна     | 02.11.2010            | вища    | позапартійна                                  | приватний підприємець                                           |
| 6                                                       | Вакуленко Зінаїда Михайлівна  | 02.11.2010            | вища    | позапартійна                                  | Трудова сільська рада, бухгалтер                                |
| 7                                                       | Белан Олена Артемівна         | 02.11.2010            | вища    | позапартійна                                  | пенсіонер                                                       |
| 9                                                       | Бедюх Віктор Миколайович      | 02.11.2010            | вища    | позапартійний                                 | ТОВ «Гагаріна», механізатор                                     |
| 10                                                      | Денисенко Володимир Дмитрович | 02.11.2010            | вища    | позапартійний                                 | приватний підприємець                                           |
| 11                                                      | Нагорна Антоніна Геннадіївна  | 02.11.2010            | вища    | позапартійна                                  | Трудова сільська рада, бібліотекар за сумісництвом директор СБК |
| Партія «Реформи і порядок»                              |                               |                       |         |                                               |                                                                 |
| 13                                                      | Сагайдачна Ольга Анатоліївна  | 02.11.2010            | вища    | член Партії «Реформи і порядок»               | Трудова сільська рада, бухгалтер                                |
| Політична партія Всеукраїнське об'єднання «Батьківщина» |                               |                       |         |                                               |                                                                 |
| 5                                                       | Децюра Людмила Миколаївна     | 02.11.2010            | вища    | член Всеукраїнського об'єднання «Батьківщина» | ТОВ «Гагаріна», зав. прод. складом                              |
| 8                                                       | Загайко Наталя Федорівна      | 02.11.2010            | вища    | член Всеукраїнського об'єднання «Батьківщина» | пенсіонер                                                       |
| 12                                                      | Пігур Любов Анатоліївна       | 02.11.2010            | вища    | член Всеукраїнського об'єднання «Батьківщина» | загальноосвітня школа № 3, охоронець                            |
| 15                                                      | Корнієць Сергій Михайлович    | 02.11.2010            | середня | член Всеукраїнського об'єднання «Батьківщина» | СВК «Росія», зварювальник                                       |
| Самовисування                                           |                               |                       |         |                                               |                                                                 |
| 14                                                      | Третяк Тетяна Олексіївна      | 09.01.2011            | середня | позапартійна                                  | СВК «Гагаріна», комірник                                        |